# Хуго I (Монфорт)
Хуго I фон Монфорт (нем. Hugo I. von Montfort; ум. 1228), примерно до 1207 года именовавший себя Хуго III фон Тюбинген (Hugo III. von Tübingen) — представитель немецкого дворянского рода тюбингенских пфальцграфов, граф фон Брегенц и фон Монфорт.

## Биография
Хуго был вторым сыном пфальцграфа Хуго II (Hugo II. von Tübingen, 1153—1182) и Елизаветы Брегенцской (Elisabeth von Bregenz, 1152—1216). После смерти своего отца он вступил в права наследования в Брегенце на Боденском озере, и тем самым положил начало роду графов фон Монфорт, избрав своей резиденцией замок Монфорт (сегодня Альт-Монфорт).
С целью усиления собственного влияния в Реции и, в первую очередь, в епископстве Кур, Хуго перенёс административный центр графства из Брегенца в выстроенный им город Фельдкирх с возвышающимся над ним графским замком Шаттенбург. Вдохновлённый идеей Крестовых походов, он в 1218 году с разрешения Фридриха II основал в Фельдкирхе комтурство ордена госпитальеров, снабдив его рядом привилегий и имений в окрестностях города. Вероятно, руководствуясь теми же стратегическими соображениями, он много способствовал развитию торговых и военных путей через Альпы, преимущественно через Арльберг.
Умер Хуго I, по всей видимости, в Святой земле, либо по пути туда.

## Семья
Хуго фон Монфорт состоял в двух брачных союзах.
Имя его первой жены из рода Эшенбах-Шналленберг неизвестно; из этого брака вышли трое сыновей:
- Рудольф I (ум. 1244/1247),
- Вильгельм (ум. 1237) — домский пробст в Куре,
- Хуго II (ум. 1260).

Во втором браке он был женат на Мехтхильд фон Ванген, дочери Фридриха фон Вангена.
Их дети:
- Генрих I (ум. 1272) — епископ Кура в 1268—1272 годах,
- Фридрих (ум. 1285) — член домского капитула в Констанце,
- Агнес фон Висберг (позднее — жена Швикера фон Рамош),
- Адельгейд (жена Вальтера IV фон Вац),
- Елизавета (ум. после 1268; в первом браке — жена графа Манегольда фон Нелленбург-Феринген, во втором — эльзасского ландграфа Генриха фон Верд, и в третьем — вильдграфа Эмиха Кирбургского).